# Ibrahim Attahiru
Ibrahim Attahiru (Doka, 10 de agosto de 1966 - Kaduna, 21 de mayo de 2021) fue un militar nigeriano que ocupó el cargo de Jefe del Estado Mayor del Ejército de Nigeria desde el 26 de enero de 2021 hasta el 21 de mayo de 2021, cuando falleció en el accidente aéreo del Beechcraft B300 King Air 350i de la Fuerza Aérea de Nigeria en 2021, cerca del aeropuerto internacional de Kaduna.

## Carrera
Attahiru realizó un período de servicio con las Naciones Unidas en Sierra Leona como observador militar, donde facilitó la Operación Barras en septiembre de 2000. Acto seguido fue oficial de operaciones del ECOMOG en Liberia.
Como oficial de Estado Mayor, fue Jefe de Transformación e Innovación de Defensa y Jefe de Logística de Defensa en el Cuartel General de Defensa de Abuya. En ese puesto, trabajó con la Agencia Logística de Defensa en la mejora de la preparación operativa de las Fuerzas Armadas de Nigeria. Fue instructor en la Academia de Defensa de Nigeria y en la Escuela de Infantería del Ejército de Nigeria. Posteriormente, fue personal directivo e instructor jefe de la Escuela de Mando y Estado Mayor de las Fuerzas Armadas, en Kaduna.
Estuvo en el Colegio de Defensa Nacional de Kenia para el Curso de Gestión de la Defensa Nacional y Estudios de Seguridad y en la Academia de Fuerzas Especiales del Ejército Popular de Liberación de China, en la provincia de Shijiazhuang-Hubei, para los Cursos Básicos y Avanzados de Fuerzas Especiales/Operaciones de Comandos. Realizó un curso de liderazgo y política de seguridad en la prestigiosa Kennedy School of Government de la Universidad de Harvard, en la Graduate School of Media and Communication de la Universidad Agha Khan de Nairobi, en el Centro de Gestión de Desastres de la Universidad de Bournemouth y en el Centro de Política de Seguridad de Ginebra.

## Fallecimiento
En la noche del 21 de mayo de 2021, Attahiru viajaba en un Beechcraft King Air 350 de la Fuerza Aérea de Nigeria en una visita oficial al estado norteño de Kaduna, donde iba a asistir al desfile de paso del 80RRI en el Ejército de Nigeria el 22 de mayo de 2021. Durante el trayecto, el avión se estrelló, matando a Attahiru y a las otras diez personas que iban a bordo.